# Belgische Schule Frankenforst
Die Belgische Schule Frankenforst steht an der Taubenstraße 11/13 im Stadtteil Frankenforst von Bergisch Gladbach im Rheinisch-Bergischen Kreis. 

## Geschichte
Nach dem Zweiten Weltkrieg kamen mit den Soldaten der Belgischen Besatzungsmacht auch deren Familien nach Bergisch Gladbach. In Frankenforst wurden für sie viele Häuser gebaut. Damit die Kinder in die Schule gehen konnten, wurde für sie in der Taubenstraße eine Schule gebaut.
Als die letzten Belgischen Streitkräfte um 2000 abgezogen waren, blieb die Schule zunächst leer stehen und wurde saniert. 2006 zog die katholische Grundschule, die bis dahin in der Fasanenstraße untergebracht war, in die Taubenstraße um. Das hufeisenförmig angelegte Gebäude eignete sich besonders auch als Offene Ganztagsschule. Als solche wird die Schule bis auf den heutigen Tag weiter betrieben.

## Baudenkmal
Die Belgische Schule Frankenforst ist als Denkmal Nr. 162 in die Liste der Baudenkmäler in Bergisch Gladbach eingetragen.